# Liste der Biografien/Herl
Liste der Biografien |
Portal Biografien |
Personensuche
# |
A |
B |
C |
D |
E |
F |
G |
H |
I |
J |
K |
L |
M |
N |
O |
P |
Q |
R |
S |
T |
U |
V |
W |
X |
Y |
Z |
?
 
Ha |
Hd |
He |
Hi |
Hj |
Hk |
Hl |
Hm |
Hn |
Ho |
Hr |
Hs |
Ht |
Hu |
Hv |
Hw |
Hy
 
Hea |
Heb |
Hec |
Hed |
Hee |
Hef |
Heg |
Heh |
Hei |
Hej |
Hek |
Hel |
Hem |
Hen |
Heo |
Hep |
Heq |
Her |
Hes |
Het |
Heu |
Hev |
Hew |
Hex |
Hey |
Hez
 
Hera |
Herb |
Herc |
Herd |
Here |
Herf |
Herg |
Herh |
Heri |
Herj |
Herk |
Herl |
Herm |
Hern |
Hero |
Herp |
Herq |
Herr |
Hers |
Hert |
Heru |
Herv |
Herw |
Herx |
Hery |
Herz
Die Liste der Biografien führt alle Personen auf, die in der deutschsprachigen Wikipedia einen Artikel haben. Dieses ist eine Teilliste mit 85 Einträgen von Personen, deren Namen mit den Buchstaben „Herl“ beginnt.

## Herl
- Herl, Michael (* 1959), deutscher Journalist, Regisseur und Dramatiker

### Herla
- Herlaar, Noortje (* 1985), niederländische Schauspielerin und Sängerin
- Herland, Douglas (1951–1991), US-amerikanischer Ruderer
- Herland, Sigmund (1865–1954), rumänischer Schachspieler und Schachkomponist

### Herlb
- Herlbauer, Michaela (* 1986), österreichische Triathletin

### Herle
- Herle, Christoph (* 1955), deutscher Langstreckenläufer
- Herle, Jacob (1885–1957), deutscher Wirtschaftsfunktionär
- Herle, Jaromír (1872–1945), tschechischer Komponist und Chorleiter
- Herlea, Nicolae (1927–2014), rumänischer Opernsänger (Bariton)
- Herlegaud, Benediktiner und Abt des Klosters Saint-Bénigne
- Herlein, Alex (1875–1954), deutscher Manager der Papierindustrie
- Herleinsberger, Konstantin (* 1991), deutscher Jazzmusiker (Saxophone, Komposition)
- Herlemann, Beatrix (* 1942), deutsche Historikerin und Autorin
- Herles, Benedikt (* 1984), deutscher Autor, Ökonom
- Herles, Helmut (* 1940), deutscher Journalist und Publizist
- Herles, Kathleen (* 1990), US-amerikanische Synchronsprecherin
- Herles, Wolfgang (* 1950), deutscher JournalistWolfgang Herles (* 1950)

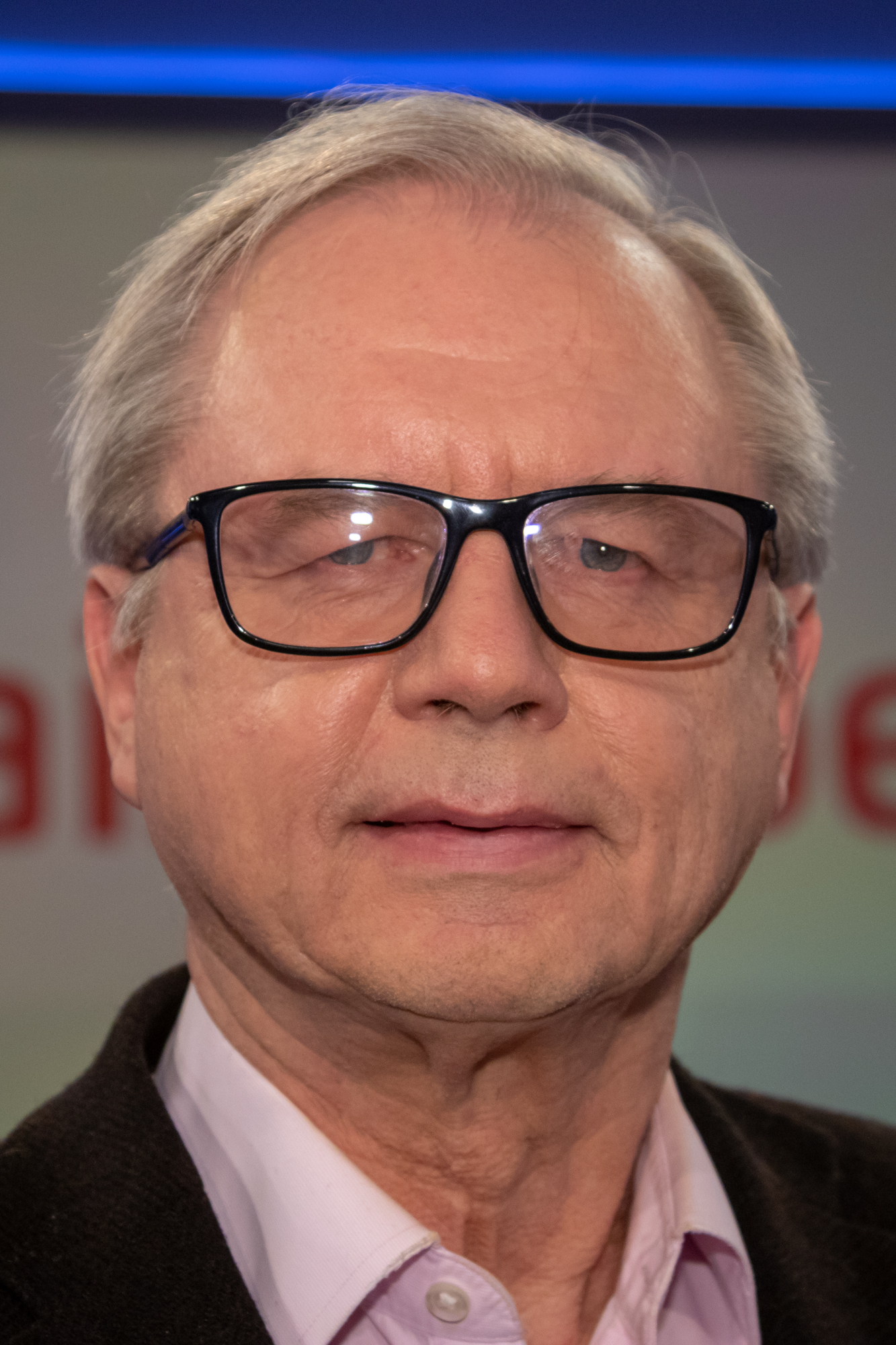
Wolfgang Herles (* 1950)

- Herlet, Joseph Maria (1876–1951), Weingutbesitzer und kommissarischer Landrat im Landkreis Cochem
- Herleva (1003–1050), Mutter des späteren englischen Königs Wilhelm I.
- Herley, Richard (* 1950), britischer Autor

### Herli
- Herliany, Dorothea Rosa (* 1963), indonesische Schriftstellerin
- Herlich, Rafael (* 1954), israelischer Fotograf
- Herlicius, Johann David († 1693), deutscher Maler
- Herlie, Eileen (1918–2008), britische Schauspielerin in Film, Fernsehen und Theater
- Herlihy, David (1930–1991), US-amerikanischer Sozial- und Wirtschaftshistoriker
- Herlihy, David V. (* 1958), US-amerikanischer Historiker
- Herlihy, Donal (1908–1983), irischer Geistlicher, Bischof von Ferns (1964–1983)
- Herlihy, Maurice (* 1954), US-amerikanischer Informatiker
- Herlihy, Patricia (1930–2018), US-amerikanische Historikerin
- Herlin, Antti (* 1956), finnischer Unternehmer
- Herlin, Friedrich, deutscher Maler
- Herlin, Hans (1925–1994), deutscher Schriftsteller
- Herlin, Jacques (1927–2014), französischer SchauspielerJacques Herlin (1927–2014)

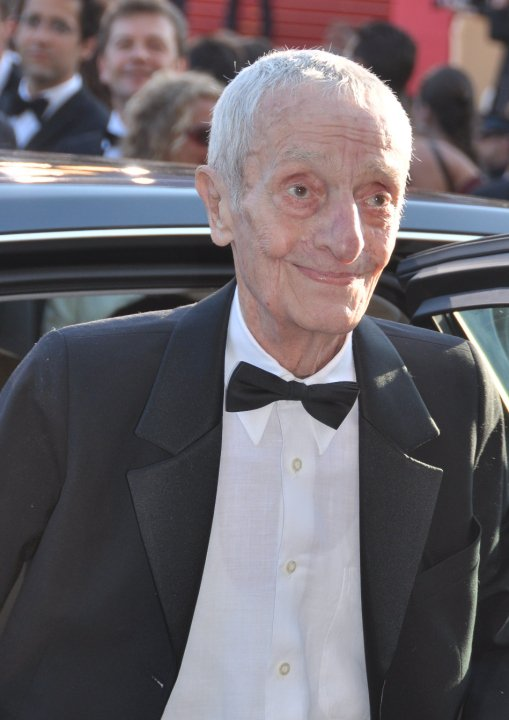
Jacques Herlin (1927–2014)

- Herlinda, Rosa (* 1982), indonesische Hammerwerferin
- Herlindis, fränkische Äbtissin und Heilige
- Herling, Jochen (1943–2021), deutsch-luxemburgischer Fotograf
- Herling, Simon Heinrich Adolf (1780–1849), deutscher Klassischer Philologe und Grammatiker
- Herling-Grudziński, Gustaw (1919–2000), polnischer Journalist und Schriftsteller
- Herlinger, Ruzena (1893–1978), tschechoslowakisch-kanadische Konzertsängerin und Gesangslehrerin
- Herlinger, Wilhelm (1873–1939), tschechoslowakischer Politiker deutsch-jüdischer Herkunft, Senator
- Herlinghaus, Andreas (* 1965), deutscher Jurist, Richter am Bundesfinanzhof
- Herlinghaus, Hermann (1931–1989), deutscher Filmkritiker, Filmwissenschaftler und Drehbuchautor
- Herlinghaus, Hermann (* 1954), deutscher Romanist
- Herlischka, Bohumil (1919–2006), tschechischer Opernregisseur
- Herlitschka, Herberth E. (1893–1970), österreichischer Übersetzer
- Herlitschka, Sabine (* 1966), österreichische ManagerinSabine Herlitschka (* 1966)

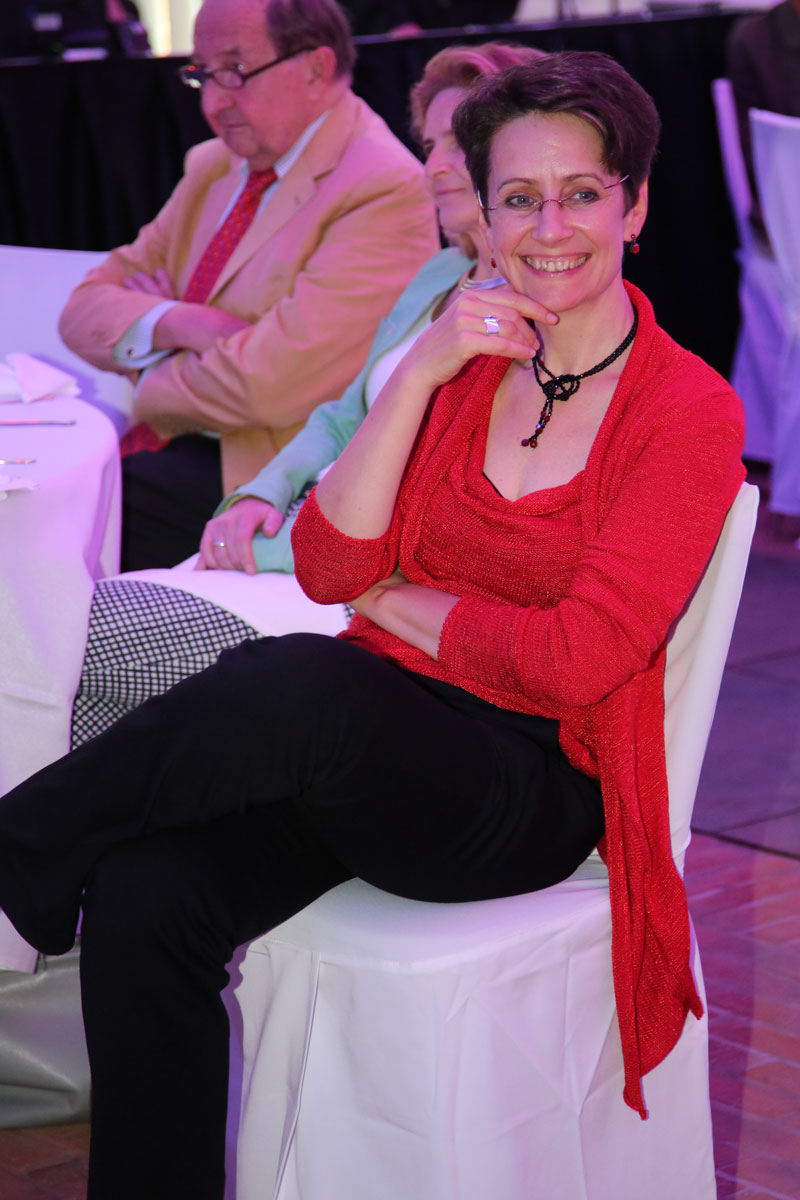
Sabine Herlitschka (* 1966)

- Herlitschke, Wolfram (1941–2021), deutscher Fußballspieler
- Herlitz, Carl (1867–1939), deutscher Unternehmer
- Herlitz, David (1557–1636), deutscher Mediziner, Mathematiker, Astronom, Historiker und Dichter
- Herlitz, Elias († 1615), deutscher Organist, Komponist und Schriftsteller
- Herlitz, Esther (1921–2016), israelische Diplomatin und Politikerin (Awoda)
- Herlitz, Eva (1952–2021), deutsche Autorin, Initiatorin der Aktivitäten rund um die Buddy Bären
- Herlitz, Georg (1885–1968), jüdischer Historiker und Archivar
- Herlitz, Günter (1913–2010), deutscher Unternehmer
- Herlitz, Hermann (1834–1920), Kaufmann in Deutschland und England, Pastor und Synodalpräsident in Melbourne, Victoria (Australien)
- Herlitz, Klaus (* 1947), deutscher UnternehmerKlaus Herlitz (* 1947)

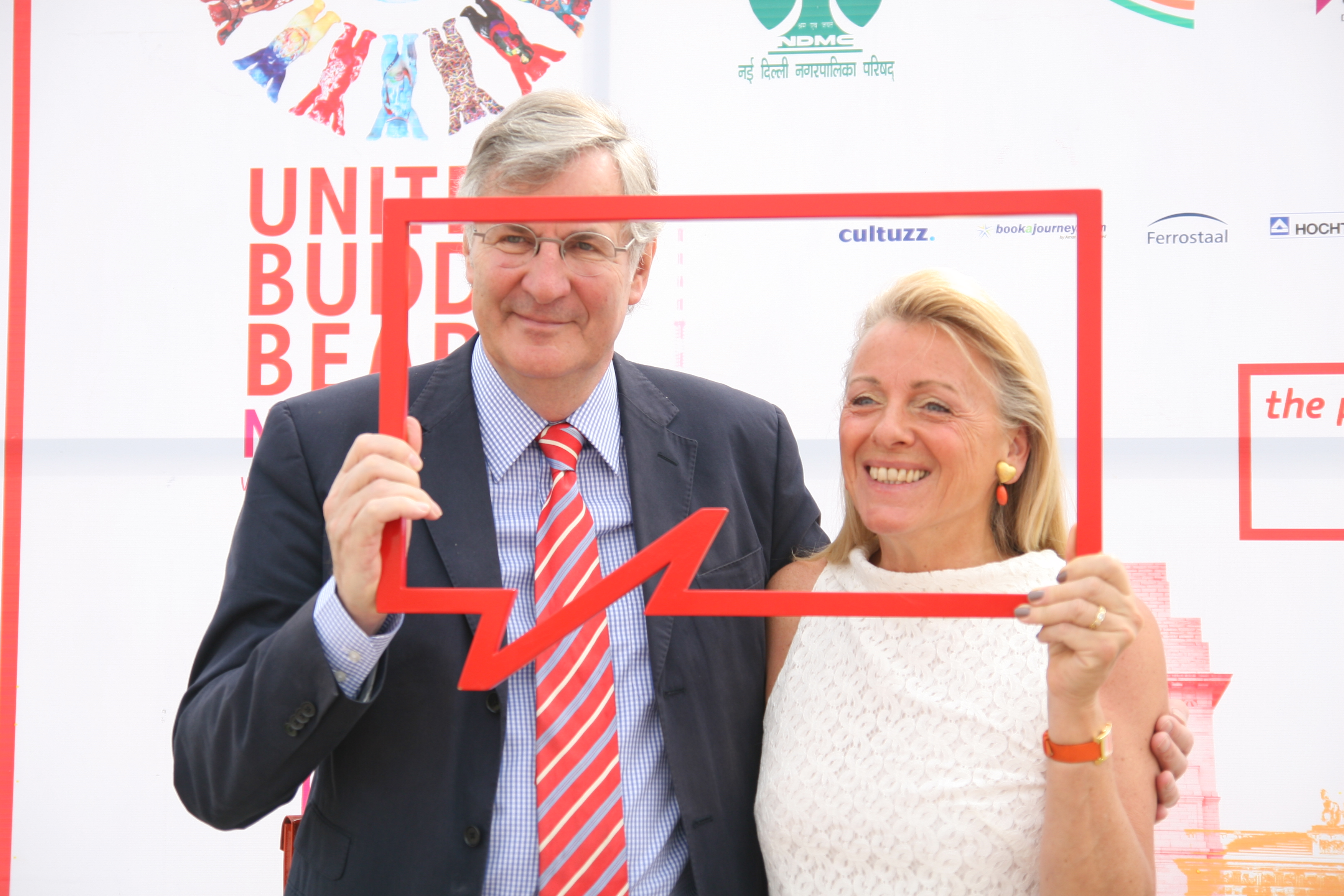
Klaus Herlitz (* 1947)

- Herlitzius, Bettina (* 1960), deutsche Politikerin (Bündnis 90/Die Grünen), MdB
- Herlitzius, Erwin (1921–2013), deutscher marxistischer Philosoph
- Herlitzius, Evelyn (* 1963), deutsche Opernsängerin (dramatischer Sopran)
- Herlitzius, Heinrich (1887–1953), deutscher Politiker (SPD), MdL

### Herlo
- Herlofson, Axel Nicolai (1845–1910), norwegischer Bankier
- Herlofson, Charles (1891–1968), norwegischer Fußballspieler
- Herlofson, Charles Oluf (1916–1984), norwegischer Offizier
- Herlofson, Harald (1887–1957), norwegischer Ruderer
- Herlofson, Nicolai (1916–2004), norwegischer Forscher im Bereich Geophysik
- Herlofson, Pierre (1877–1969), französischer Architekt
- Herlong, Albert Sydney junior (1909–1995), amerikanischer Politiker
- Herloßsohn, Carl (1804–1849), deutscher Schriftsteller und Enzyklopädist
- Herlovsen, Isabell (* 1988), norwegische FußballspielerinIsabell Herlovsen (* 1988)

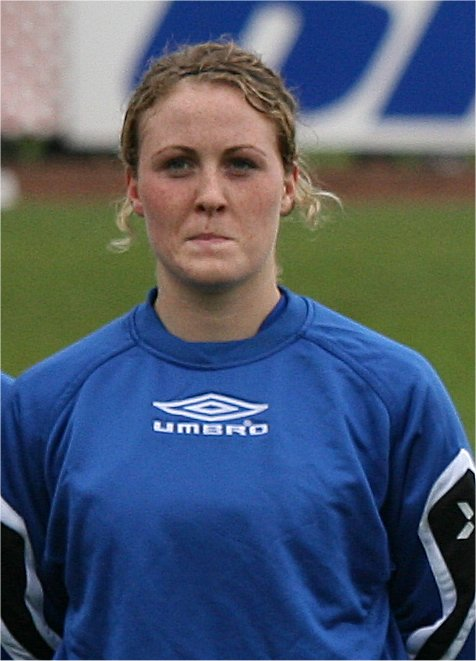
Isabell Herlovsen (* 1988)

- Herlovsen, Kai Erik (* 1959), norwegischer Fußballspieler

### Herlt
- Herlt, Günter (1933–2022), deutscher Autor und Fernsehkommentator
- Herlt, Rudolf (1919–2005), deutscher Journalist
- Herlth, Kurt (1896–1966), deutscher Szenenbildner
- Herlth, Robert (1893–1962), deutscher Szenenbildner

### Herlu
- Herluf von Verden († 874), Bischof von Verden
- Herluin († 945), Graf von Montreuil und Amiens
- Herluin de Conteville, normannischer Adliger
- Herluka von Bernried († 1127), Klausnerin

### Herly
- Herly, Jean Lucien Emile (1920–1998), französischer Diplomat
- Herlyn, Gerrit (1909–1992), deutscher reformierter Pastor und plattdeutscher Autor
- Herlyn, Karl-Ewald (1902–1975), deutscher Chirurg
- Herlyn, Okko (* 1946), deutscher evangelisch-reformierter Theologe und literarischer Kleinkünstler und Liedermacher
- Herlyn, Sunke (* 1939), deutscher Städteplaner
- Herlyn, Ulfert (1936–2022), deutscher Stadtsoziologe und Hochschullehrer
- Herlyn, Wilm (* 1945), deutscher Politologe und Journalist; Chefredakteur der dpa